# Morton Masius
Morton Masius (* 6. Oktober 1883 in Egg Harbor City, New Jersey; † 1. November 1979 in New Haven, Connecticut) war ein deutsch-amerikanischer Physikochemiker.

## Leben
Masius wurde 1883 als Sohn des Studienrates Alfred Masius und seiner Frau Edith, geb. Bailey, in Egg Harbor City geboren. Sein Großvater war der Pädagogik-Professor  Hermann Masius. Er besuchte bis 1902 die humanistische Thomasschule zu Leipzig. Nach dem Abitur  studierte er Chemie an der Universität Leipzig und wurde 1908 bei Herbert Max Finlay Freundlich mit einer Arbeit in Physikalischer Chemie zum Dr. phil. promoviert. 1910 heiratete er Paula Marie Wagner, Tochter einer reichen Leipziger Familie, in Leipzig.
Von 1908 bis 1909 war er Whiting Postdoctoral Fellow an der Harvard University in Cambridge, Massachusetts. Ab 1909 arbeitete er am Worcester Polytechnic Institute (WPI) in Worcester, Massachusetts, wo er 1919 Professor für Physik wurde. Später war er Dekan des Physik Departments. 1954 wurde er emeritiert. Besondere Bedeutung erlangte er durch seine legitimierte Übersetzung der Planckschen Vorlesungen über die Theorie der Wärmestrahlung.
Masius war Fellow der American Physical Society. Außerdem war er Mitglied der American Association of Physics Teachers und der Society for Freedom in Science.

## Schriften (Auswahl)
- Über die Adsorption in Gemischen. Noske, Leipzig 1908. (= zugleich Dissertation, Universität Leipzig)
- Max Planck: The Theory of heat radiation. P. Blakiston’s Son and Co, Philadelphia 1914. (übersetzt ins Englische)
- Problems in General Physics for College Courses. P. Blakiston’s Son and Co, Philadelphia 1917.
- Louis Rougier: Philosophy and the New Physics. An Essay on the Relativity Theory and the Theory of Quanta, P. Blakiston’s Son and Co, Philadelphia 1921. (übersetzt ins Englische)
- College physics. Longmans, Green and Co, New York 1941. (zusammen mit Alexander W. Duff)